# Victoria Beckham
Victoria Caroline Beckham (OBE, tên khai sinh Victoria Adams; sinh 17 tháng 4 năm 1974) là một nữ doanh nhân, nhà thiết kế thời trang, người mẫu và ca sĩ người Anh, vợ của danh thủ bóng đá David Beckham. Vào cuối những năm 1990, Victoria đã nổi tiếng với tư cách là thành viên của nhóm nhạc nữ Spice Girls, và được mệnh danh là Posh Spice trong số ra tháng 7 năm 1996 của tạp chí âm nhạc Anh Top of the Pops. Sau khi Spice Girls tan rã, cô đã ký hợp đồng với Virgin Records và Telstar Records và có bốn đĩa đơn trong Top 10 của Anh. Phiên bản phát hành đầu tiên của cá nhân cô, "Out of Your Mind", đứng vị trí thứ 2 trong bảng xếp hạng đĩa đơn Anh.
Victoria Beckham đã tham gia vào năm bộ phim tài liệu chính thức và các sự kiện thực tế về cô, bao gồm Victoria's Secrets, Victoria Beckham, Beckhams, Victoria Beckham - A Mile In Shoes của họ và Victoria Beckham: Coming to America. Cô đã có một lần xuất hiện trong một tập của loạt phim truyền hình Ugly Betty, và là một giám khảo khách mời trong Project Runway, Next Topmodel tại Đức, và American Idol.
Trong thập kỷ qua, Beckham đã trở thành một biểu tượng phong cách và nhà thiết kế thời trang được quốc tế công nhận. Sau khi hợp tác với các nhãn hiệu khác, cô đã phát hành nhãn hiệu riêng năm 2008 và một nhãn hiệu có mức giá phải chăng hơn vào năm 2011. Nhãn hiệu Victoria Beckham được đánh giá là nhãn hiệu thiết kế của năm ở Anh vào năm 2011; Vào năm 2012 thương hiệu này được đánh giá là ngôi sao thành công trong lĩnh vực kinh doanh của gia đình Beckhams. Belinda White trong tờ Daily Telegraph vào năm 2011 đã lưu ý rằng sự chuyển đổi vị trí từ WAG sang nhà thiết kế thời trang của cô đã thành công hơn nhiều so với hầu hết những gì mọi người đã tiên đoán, nói rằng: "Cô đã có được hàng loạt người nổi tiếng đáng kể theo sau và đã chiến thắng trong giới thời trang cạnh tranh gay gắt. Giờ mọi người chi mong có được một chiếc vé tới buổi trình diễn hai lần mỗi năm của cô tại Tuần lễ thời trang New York."